# Diane Atkinson
Diane Atkinson ist eine britische Historikerin der Frauengeschichte.

## Leben
Diane Atkinson wurde in North East England geboren und besuchte die Schule in Cornwall. Sie studierte Geschichte an der Universität London. Atkinson arbeitete als Lehrerin für Geschichte an Gymnasien und ging dann an das Museum of London, wo sie 1992 eine Ausstellung über Suffragetten kuratierte. 1994 wurde sie an der Universität London mit einer Dissertation über Frauenarbeit promoviert. 2004 erhielt sie einen M.A. in Biography and Creative Non-Fiction Writing an der University of East Anglia. Ihre Bücher und Ausstellungen befassen sich mit dem Thema der Frauenrechte in der jüngeren Geschichte. 
Atkinson lebt im Londoner Stadtteil Shoreditch. Sie ist verheiratet mit dem britischen Künstler Patrick Hughes.

## Schriften (Auswahl)
- The Purple, White and Green: Suffragettes in London. London : Museum of London, 1992
- The politics of female homework : with special reference to Spitalfields, 1880–1909. Dissertation University of London 1994
- Funny Girls: Cartooning for Equality. London : Penguin, 1997
- Votes for Women. Cambridge : Cambridge University Press, 1998
- Love and Dirt. London : Pan, 2004 (über Arthur Munby und Hannah Cullwick)
- Elsie and Mairi go to War : Two Extraordinary Women on the Western Front. Pegasus Books, 2009 (über Elsie Knocker und Mairi Chisholm)
- The Criminal Conversation of Mrs Norton. London : Random House, 2012 (über Caroline Sheridan und George Norton)
- Rise up, women! : the remarkable lives of the suffragettes. London : Bloomsbury, 2018